# Делавірдин
Делавірдин (міжнародна транскрипція DLV) — синтетичний противірусний препарат з групи ненуклеозидних інгібіторів зворотньої транскриптази для прийому всередину. Делавірдин розроблений корпорацією «Pfizer», яка випускала його під торговою маркою «Рескриптор».

## Фармакологічні властивості
Делавірдин — синтетичний противірусний препарат з групи ненуклеозидних інгібіторів зворотньої транскриптази. Механізм дії препарату полягає у зв'язуванні із ферментом ВІЛ-1 — зворотньої транскриптази та блокування активності ДНК-полімерази шляхом руйнування каталітичної частини ферменту. Делавірдин активний виключно до вірусу імунодефіциту людини (ВІЛ) І типу та неактивний до ВІЛ-2 і α-, β- та γ-ДНК-полімерази людини.

### Фармакокінетика
Делавірдин при прийомі всередину швидко всмоктується. Біодоступність препарату складає 85%. Делавірдин добре зв'язується з білками плазми крові. Препарат погано проникає через гематоенцефалічний бар'єр. Делавірдин проникає через плацентарний бар'єр та виділяється в грудне молоко. Препарат метаболізується в печінці, виводиться з організму нирками у вигляді неактивних метаболітів (50%), та у значній мірі виводиться з калом (44%). Період напіввиведення делавірдину складає 5,8 години, цей час може змінюватись при печінковій недостатності.

## Показання до застосування
Делавірдин застосовується для лікування хвороби, спричиненої ВІЛ-1 виключно у складі комбінованої терапії у дорослих. Монотерапія препаратом не застосовується у зв'язку з швидким розвитком резистентності ВІЛ до препарату.

## Побічна дія
При застосуванні делавірдину можливі наступні побічні ефекти: дуже часто (до 18% випадків застосування препарату) висипання на шкірі, іноді з розвитком гарячки, ураженням слизових оболонок, артралгій та периферичних набряків; нечасто багатоформна ексудативна еритема, синдром Стівенса-Джонсона, головний біль, підвищення рівня активності амінотрансфераз в крові. Під час проведення комбінованої антиретровірусної терапії у хворих зростає імовірність лактатацидозу та гепатонекрозу. При проведенні ВААРТ у хворих зростає імовірність розвитку серцево-судинних ускладнень, гіперглікемії та гіперлактемії. Під час проведення ВААРТ зростає імовірність синдрому відновлення імунної системи із загостренням латентних інфекцій.

## Протипоказання
Делавірдин протипоказаний при підвищеній чутливості до препарату, тяжких пошкодженнях печінки, вагітності та годуванні грудьми. Препарат не рекомендований дітям до 16 років. Не рекомендується застосовувати разом із астемізолом, цизапридом, терфенадином, мідазоламом, пімозидом, бепридилом, алкалоїдами ріжків, пропафеноном, рифампіцином, симвастатином, ловастатином, силденафілом, препаратами звіробою.

## Форми випуску
Делавірдин випускається у вигляді таблеток по 0,1 та 0,2 г.